# Армянский киноконцерт (киноконцерт, 1941)
«Армянский киноконцерт 1941 г.» — советский чёрно-белый фильм-концерт, поставленный на Ереванской киностудии в 1941 году режиссёром Патваканом Бархударяном.
Премьера фильма в СССР состоялась 7 ноября 1941 года.

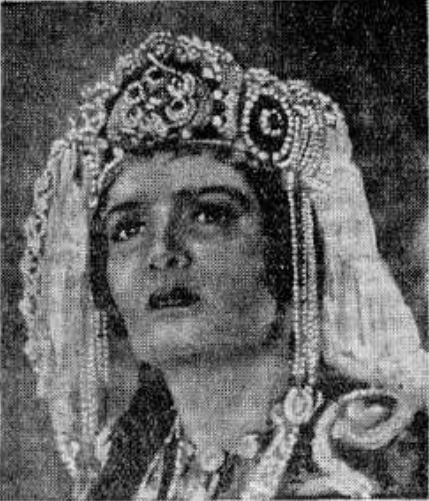
Кадр из фильма "Армянский киноконцерт", 1941 г.

## История
7 ноября 1941 года. В разгаре блицкриг фашистской Германии против СССР. Линия фронта проходит всего в нескольких десятках километров от Москвы. В этих условиях, когда в городе царят панические настроения, на Красной площади проходит военный парад, которому суждено сыграть огромное значение по поднятию морального духа армии и всей страны и показать всему миру, что Москва не сдаётся, и боевой дух армии не сломлен. В этот же день немецкой авиацией вблизи побережья Крыма потоплен теплоход «Армения», на борту которого по разным оценкам находилось от 4,5 до 10 тысяч человек. А в это время сосредоточенная на границе турецкая армия находится в готовности вторгнуться на территорию Армении в случае взятия Гитлером столицы СССР. В этих тяжелейших для страны условиях Ереванская киностудия (будущий «Арменфильм») выпускает музыкальный киноконцерт с участием известных мастеров армянского исполнительского искусства.

## Сюжет

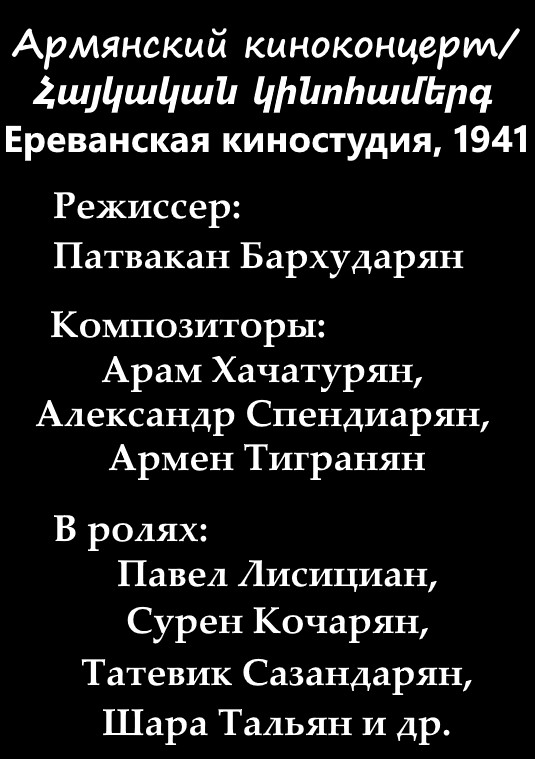
Титры

Фильм состоит из пяти частей - отдельных концертных номеров с участием солистов Театра оперы и балета Армянской ССР, Ансамбля песни и пляски Армянской филармонии. Артистка Е. Басян исполняет песню Саят-Новы «Я в жизни вздоха не издам». Чтец, мастер художественного слова, Сурен Кочарян читает вступление к поэме О. Туманяна «Взятие крепости Тмук», положенной в основу оперы А. А. Спендиарова «Алмаст», а артисты  Т. Сазандарян, П. Лисициан, Г. Габриелян и Г.  Бударян исполняют фрагмент из этой оперы. Солистка балета Л. Воинова- Шиканян выступает с  танцем "Какавин". В фильме участвуют композиторы А. Хачатурян и А. Тигранян: солисты Театра оперы и балета Армянской ССР Г. Даниелян, Ш. Талян и др. исполняют отрывки из оперы А. Тиграняна «Ануш» и балета А. Хачатуряна «Счастье». В заключение Государственный ансамбль песни и пляски под художественным руководством Т. Алтуняна исполняет народные песни «Чем у чем» («Нет и нет») и «Ой, Назан им» («Ой, моя Назан»).